# Eupatorium fortunei
Eupatorium fortunei Turcz., es una especie de planta fanerógama perteneciente a la familia de las asteráceas. Es nativa de Asia.
Eupatorium fortunei, llamada en chino 佩兰 pei lan, es una especie vegetal rara en la naturaleza, pero comúnmente cultivada. Flores de color blanco a rojizo y hierbas con olor a lavanda cuando se aplastan.  En China, las plantas se utilizan para hacer aceites esenciales fragantes.

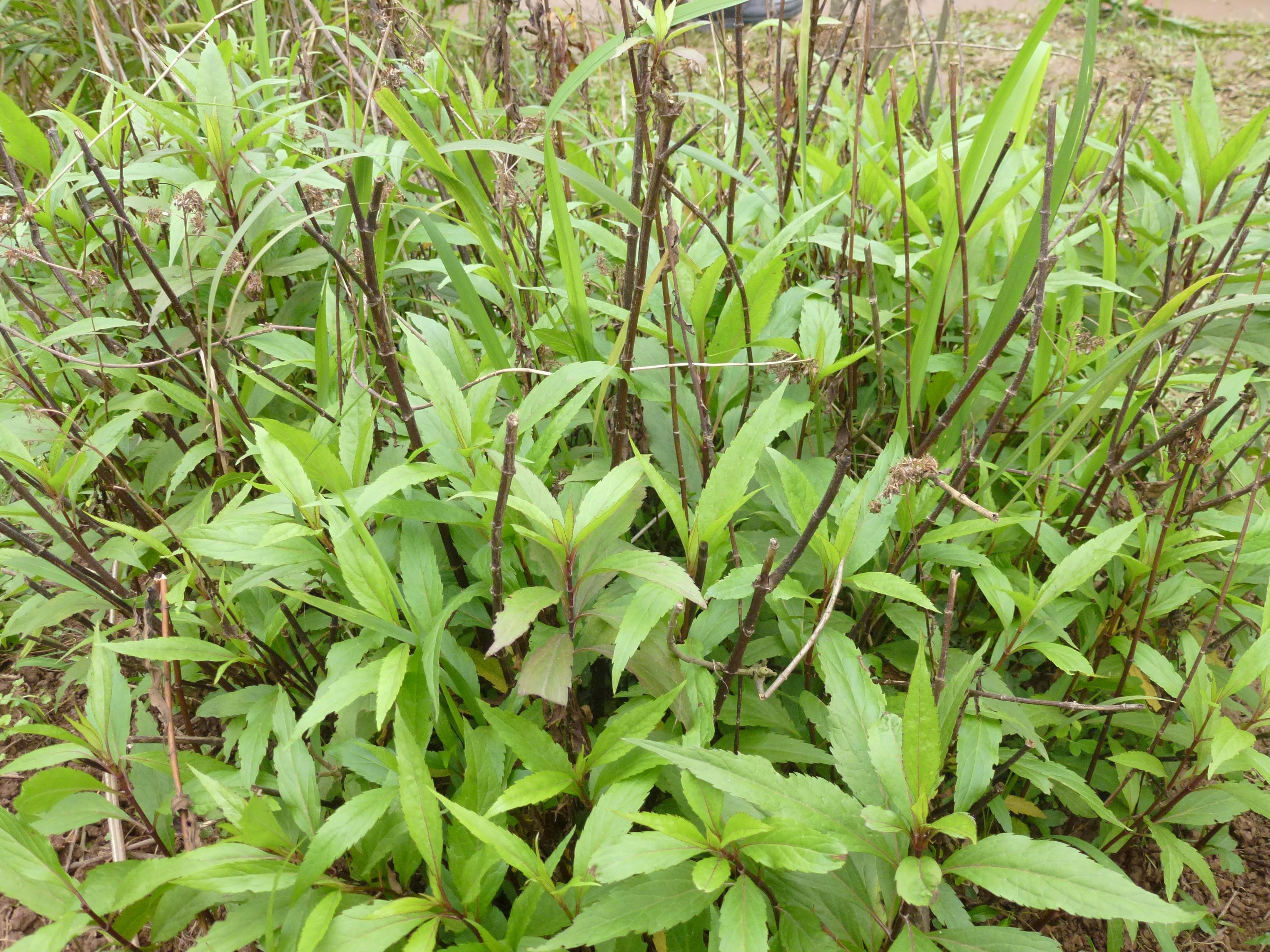
Eupatorium fortunei

## Descripción
Eupatorium fortunei es una planta herbácea perenne que alcanza los 40 a 100 centímetros de altura, creciendo de rizomas procumbentes. Las plantas erectas, con tallos verdes a menudo teñidos de color rojizo o morado con puntos. Los tallos con pocas ramas y la inflorescencia están ramificadas en el ápice.Las hojas caulinas son grandes, con pecíolo corto, de 5 a 10 cm de largo y 1,5 a 2,5 cm de ancho, partidas en tres o segmentadas y el lóbulo de la terminal estrictamente elíptica-lanceoladas a elípticas. Los márgenes de las hojas son dentados, las hojas más grandes se producen a mediados del tallo y las hojas se reducen a medida que descienden por el tallo, las hojas de la parte inferior se desvanecen en el momento que la floración comienza. Las flores se encuentran en capítulos, son numerosas y organizadas en el ápice compuesto por corimbos; la inflorescencia de 3 a 10 cm. The phyllaries are purple-red, they also lack hairs and glands. Las brácteas son de color púrpura-rojo, y carecen de pelos y glándulas. Las flores son de color blanco rojizo, tienen la corola de 5 cm de ancho y también carecen de glándulas. Los frutos tienen forma elíptica con cinco ángulos son  aquenios de color negro-marrón y de 3-4 mm de largo. El vilano es de color blanco y aproximadamente de 5 mm de largo.  Esta especie florece y da sus frutos en julio y noviembre en China.
En japonés se conoce como fujibakama, un término que se aplica también a flores cultivadas de Eupatorium que se diferencian (en la forma de la hoja) en el medio silvestre de E. fortunei

## Usos
La planta se utiliza en la medicina tradicional china en Japón y China.

## Taxonomía
Eupatorium fortunei fue descrita por  Porphir Kiril Nicolai Stepanowitsch Turczaninow  y publicado en Bulletin de la Société Impériale des Naturalistes de Moscou 24(1): 170. 1851.
Etimología
Eupatorium: nombre genérico que viene del griego y significa "de padre noble". Cuyo nombre se refiere a Mitrídates el Grande, que era el rey del Ponto en el siglo I a. C. y a quien se le atribuye el primer uso de la medicina. De hecho, las especies de este género, a lo largo del tiempo, han tomado diversas denominaciones vulgares referidas sobre todo a la medicina popular, esto sirve para resaltar las propiedades de Eupatoria, aunque actualmente este uso se ha reducido algo debido a algunas sustancias hepatotóxicas presentes en estas plantas.
fortunei: epíteto otorgado en honor del botánico Robert Fortune.
Sinonimia
- Eupatorium caespitosum Migo
- Eupatorium chinense var. tripartitum Miq.
- Eupatorium stoechadosmum Hance[5]